# Lindenstraße
Lindenstraße war eine von Hans W. Geißendörfer begründete deutsche Fernsehserie des WDR und gilt als erste deutsche Seifenoper.
Sie wurde am 8. Dezember 1985 erstmals am Sonntagvorabend ausgestrahlt. Im November 2018 wurde bekannt, dass die ARD-Fernsehprogrammkonferenz den Produktionsvertrag mit der Geißendörfer Film- und Fernsehproduktion nicht verlängert und die Serie somit nach mehr als 34 Jahren beendet  wurde. Die letzte Folge der Lindenstraße mit der Nr. 1758 wurde am 29. März 2020 um 18:50 Uhr gesendet. Letzter Drehtag der Serie war am 20. Dezember 2019.

## Entwicklung
Die erste Folge wurde am 8. Dezember 1985 um 18:40 Uhr mit dem Titel Herzlich willkommen ausgestrahlt. Fortan lief die Serie wöchentlich. Die 1000. Folge wurde am 30. Januar 2005 als längere Jubiläumsfolge (46 Minuten) gezeigt und markiert den Übergang vom 4:3- zum 16:9-Bildformat. Regulärer Sendeplatz der Episoden-Erstausstrahlung war ab dem 13. März 2005 sonntags um 18:50 Uhr im Ersten Deutschen Fernsehen. Ursprünglich sollte die Serie donnerstags im Hauptabendprogramm ausgestrahlt werden; deshalb spielen die Handlungen in der Regel an einem Donnerstag. Ausnahmen sind die sogenannten „Feiertagsfolgen“, die zu Ostern oder Weihnachten, aber auch an Wahltagen spielen.
Der Erfinder der Lindenstraße ist Hans W. Geißendörfer, dessen Firma Geißendörfer Film- und Fernsehproduktion GmbH (GFF) die Serie bis zu ihrem Ende produzierte. Nach eigener Aussage gab es zwei Inspirationen für die Serie; zunächst Geißendörfers eigene Kindheit in einem Mehrfamilienhaus in Neustadt an der Aisch; die zweite Inspiration ist die britische Fernsehserie Coronation Street, die in Großbritannien bereits seit 1960 produziert und gesendet wird. Den Titel Lindenstraße steuerte der verantwortliche Fernsehspielchef des WDR Gunther Witte bei.
Bei den ersten 31 Folgen der Lindenstraße führte Geißendörfer auch Regie. Später wechselte diese zwischen verschiedenen Regisseuren, u. a. Dominikus Probst und ab Ende 2007 Iain Dilthey. Der langjährige Regisseur Wolfgang Frank starb überraschend am 4. Oktober 2012. Seine Folgen wurden von Kerstin Krause übernommen.
Langjährige Autoren der Serie sind Michael Meisheit, der ab 1997 Drehbuchautor für die Lindenstraße (seit Folge 651 Rückkehrer) war, und Irene Fischer, die neben ihrer Rolle als Anna Ziegler ab 1999 Drehbücher schrieb (erste Fischer-Folge 763 Die Wandlung). Weitere Autoren der Lindenstraße sind unter anderem die Schriftstellerinnen Martina Borger und Maria Elisabeth Straub, die von 1985 bis 1997 gemeinsam 250 Drehbücher für die Serie verfasst haben.
Am 16. November 2018 entschied die ARD, die Lindenstraße nicht mehr fortzusetzen. Das Ende der Produktion wurde auf Ende 2019 datiert, womit die letzte Folge der Lindenstraße am 29. März 2020 über die Bildschirme lief. Sie bekam unter Bezug auf den Namen der ersten Folge den Titel Auf Wiedersehen.

## Handlung

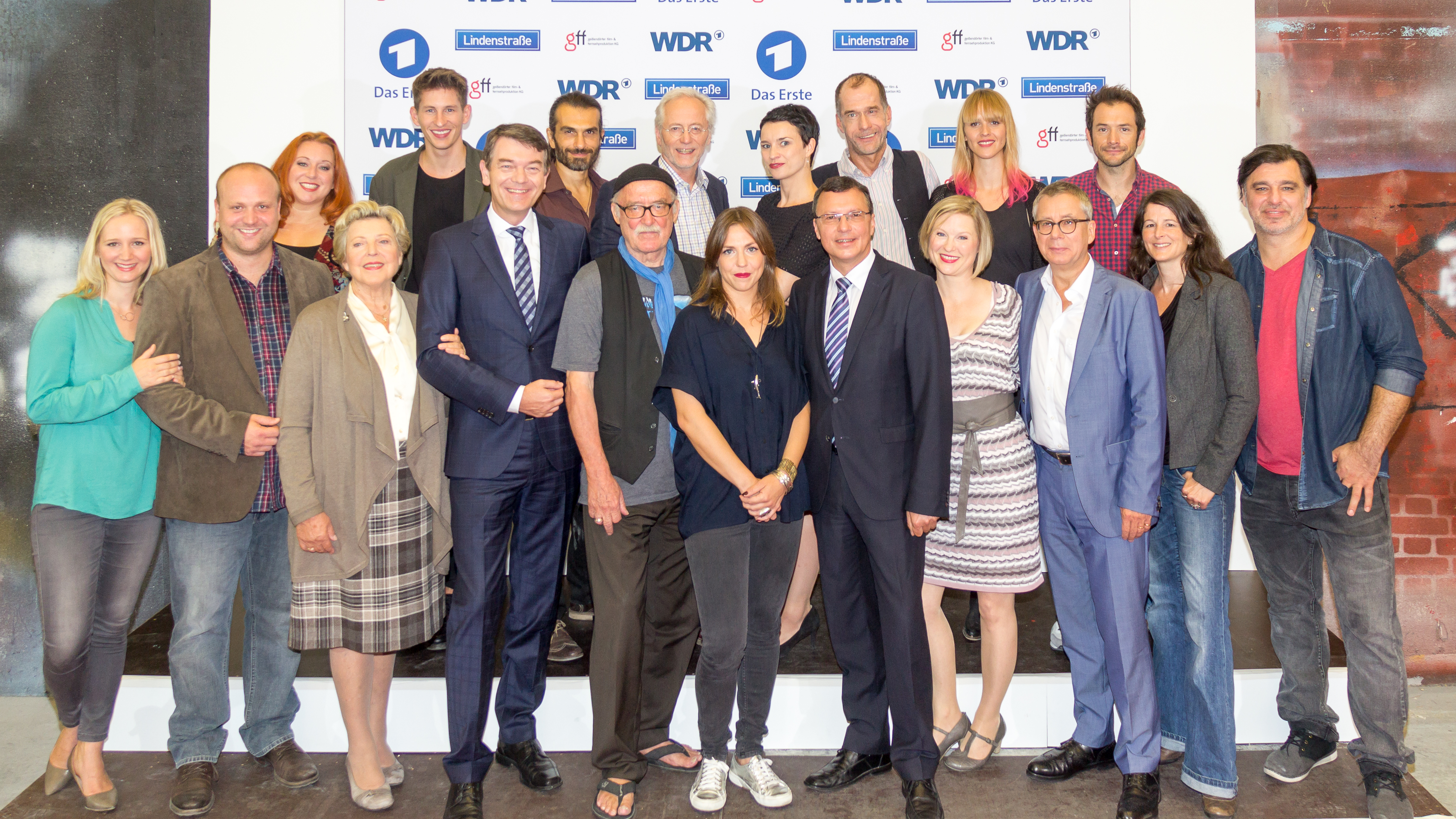
Gruppenbild zum 30-jährigen Jubiläum 2015

### Örtlicher Handlungsrahmen

Logo bis September 2015

Die Lindenstraße spielt in München. In den Mehrfamilienhäusern der Straße wohnen Familien mit Kindern – besonders serienprägend sind die Familien Beimer-Schiller, Beimer-Ziegler und Zenker – sowie auch Paare ohne Kinder und Wohngemeinschaften. Auch existieren dort die Arztpraxis von Dr. Iris Brooks, die ehemals unter anderem von Dr. Ernesto Stadler, Dr. Carsten Flöter und dessen Stiefvater Dr. Ludwig Dressler betrieben wurde, sowie das griechische Restaurant Akropolis und ein Supermarkt.
In der angrenzenden Kastanienstraße gibt es eine Shisha-Bar, das (dem ehemaligen Café Beyer im von Wendelin Streicher erbauten Haus in der Bamberger Straße 7 in Neustadt an der Aisch nachempfundene) Café Bayer, ein kleines Fitness-Studio sowie eine Autowerkstatt. In dieser Straße wohnen auch einige Hauptfiguren der Serie. In der entgegengesetzt angrenzenden Ulrike-Böss-Straße befinden sich das Kinocenter Astor, das Café George und ein Friseursalon.

### Inhaltlicher Handlungsrahmen
Das Leben der Straßenbewohner wird recht realitätsnah dargestellt. Vielfältige, meist problemhaltige Facetten realen menschlichen Lebens werden in teils mehrere Jahre übergreifenden Handlungssträngen aufgegriffen. Sich allmählich entwickelnde Ehekrisen in bis dahin scheinbar heilen Familien (wie zum Beispiel in früheren Jahren bei Ehepaar Schildknecht, später bei Ehepaar Beimer und Ehepaar Sperling) zählen ebenso dazu wie Pubertätsprobleme bei den zahlreichen jugendlichen Figuren (zum Beispiel in Gestalt von Liebeskummer, verfrühter Schwangerschaft, Essstörungen, Drogenabhängigkeit) sowie auch politischer oder religiöser Extremismus. So gehörte zum Beispiel die Hauptfigur Klaus Beimer zu Jugendzeiten der Neonazi-Szene an. Es gab Coming-out-Prozesse (wie beim schwulen Carsten Flöter im ersten Jahr der Serie, später dann auch bei der lesbischen Tanja Schildknecht und anderen), langwierige Versuche zur Erfüllung von Kinderwünschen (zum Beispiel bei Valerie Zenker und Ines Kling wegen Zeugungsunfähigkeit ihres jeweiligen Partners, bei Berta Griese wegen Unfruchtbarkeit oder bei gleichgeschlechtlichen Paaren), komplizierte Krankheitsverläufe (zum Beispiel AIDS bei Benno Zimmermann Ende der 1980er Jahre, Alzheimer bei Hubert Koch in den 1990ern, Herzkrankheit bei Erich Schiller im Jahr 2009, Parkinson bei Hans Beimer im Jahr 2015), Wechseljahres- und Alterskrisen, aber auch Berufliches (Existenzgründungen mit Restaurants und Läden) und basisdemokratisches Engagement (Parteigründungen, Bürgerbegehren).

### Bezug zu gesellschaftlichen Entwicklungen
Realgesellschaftliche und auch realpolitische Entwicklungen und Diskurse werden aufgegriffen und widergespiegelt. Unter anderem kann die Emanzipation der Frau innerhalb der Ehe angeführt werden, beispielsweise dargestellt durch die Figur Elfie Kronmayr bereits in den ersten Folgen.
Zum Ausdruck kommt bereits seit den frühen Serienjahren die zunehmende gesellschaftliche und rechtliche Emanzipation Homosexueller, dargestellt durch das Coming-out von Carsten Flöter 1986 sowie durch zahlreiche weitere Lesben- und Schwulenbeziehungen, wobei Carsten Flöter und Theo Klages sogar eine Hochzeit feierten. Deutlich wurde immer wieder auch, inwieweit Homosexuelle nach wie vor mit sozialen und formalen Hemmnissen zu kämpfen haben, etwa bei den Bemühungen um eine Kindesadoption: Carsten Flöter und sein Partner „Käthe“ Eschweiler adoptierten nach Auseinandersetzungen mit Behörden schließlich den jungen Felix, der mit HIV infiziert ist. 2004 kam eine weitere homosexuelle Hauptfigur in die Serie: Peter „Lotti“ Lottmann hat später eine Affaire mit Carsten und wird mit der lesbischen Tanja Schildknecht Mitinhaber des Friseursalons. Tanja Schildknecht, anfangs mit Männern liiert, kommt erst im Laufe der Serie im Jahr 1996 in eine homosexuelle Beziehung und hat später weitere. Am Ende der Serie heiratet sie die Transfrau „Sunny“, die zuvor als Mann – Marek Zöllig – lebte. 2019 wurde auch die Homosexualität von Paul Dagdelen thematisch aufgegriffen.
Die Umweltbewegung wurde in den 1980er Jahren durch die Figur Benny Beimer verkörpert, der auf Grund seiner Aktionen sogar kurz vor dem Abitur des Gymnasiums verwiesen wurde. In den frühen 1990er Jahren wurde mit der Figur Hubert Koch gezeigt, dass auch ältere Menschen engagiert für Umweltschutz kämpfen und hierbei vor Konflikten mit Behörden nicht zurückschrecken. Es wurde auch vorübergehendes Scheitern solcher Engagements und der damit verbundene Frust aufgezeigt: Philipp Sperling erfuhr 1995 eine herbe Ernüchterung bei seinen Versuchen zur Eindämmung des Autoverkehrs. Dies hielt das Ehepaar Beimer-Ziegler nicht davon ab, ein Jahr später ein Bürgerbegehren für eine verkehrsberuhigte Zone zu initiieren, nachdem Sohn Tom bei einem Autounfall beinahe ums Leben gekommen wäre. 2008 wurde in der Lindenstraße mit einer Fahrrad-Aktion für den Umstieg auf selbiges geworben.
Der gesellschaftliche Trend zu Vegetarismus und Veganismus war ebenfalls Thema: Marion Beimer präsentierte beim Festessen zu Weihnachten 1994 eine lebendige Gans, deren Schlachtung sie nicht übers Herz gebracht hatte. Julia von der Marwitz und Klaus Beimer, später auch Felix Flöter engagierten sich in diesem Zusammenhang als Tierrechtler und ernährten sich vegan, und auch die Ärztin Eva Sperling lebte, ebenso wie zeitweise Helga Beimer und Tanja Schildknecht, vegetarisch. Antonia Zenker ernährte sich ebenfalls vegan.
Immer wieder wurden auch schwere Krankheiten und die damit verbundenen persönlichen Schicksale in den Handlungssträngen aufgegriffen. So erkrankte 1987 Maike Schildknecht und 2000 Vasily Sarikakis an Leukämie, 2004 Maya Starck an Darmkrebs und 2011 Sabrina Buchstab an Bauchspeicheldrüsenkrebs. 2013 grassierte in der Lindenstraße eine Virusvariante des EHEC-Erregers.
Kontinuierlich thematisierte die Serie das zeitweise Aufleben von Rechtsextremismus: Neben den Neonazi-Aktivitäten von Klaus Beimer und Olli Klatt in deren Jugend kam es vor, dass das griechische Restaurant Akropolis aus fremdenfeindlichen Motiven heraus überfallen wurde und der Altnazi Franz Wittich eine Gruppierung Gleichgesinnter um sich scharte. Doch nicht nur Rechtsextremismus, auch militanter Islamismus wurde zum Thema, verkörpert 2009 durch den konvertierten Timo Zenker.
Auch Liebes- und Beziehungsprobleme waren Bestandteil der Serie. So finden sich auch noch Jahre später Anspielungen auf die Trennung von Helga und Hans Beimer. 2000 erstach Momo Sperling seinen Vater Kurt Sperling, da dieser zuvor mit Momos Freundin Iffi Zenker eine Liebesaffäre hatte und Momo nun glaubte, dass sein Vater auch mit seiner neuen Freundin ein Verhältnis habe. Im Jahr 2004 und 2005 plant Olaf Kling, die vier Frauen Gaby Zenker, Anna Ziegler, Mary Sarikakis und Nina Beimer zu erschießen, da dieser im Glauben ist, dass diese schuld sind, dass die Ehe zu seiner Frau Ines Kling gescheitert ist. 2018 stalkt Timo Zenker aufgrund von Wahnvorstellungen Jack Aichinger.
Zu Zeiten der allgemeinen Wehrpflicht beschäftigte sich das Drehbuch auch mit der Umgehung des Wehrdienstes seitens junger Männer: Benny Beimer litt während seines Zivildienstes an Überbelastung, „Zorro“ Pichelsteiner kam wegen Totalverweigerung ins Gefängnis, Klaus Beimer gelang nach hartnäckigem Kampf die Ausmusterung. Auslandseinsätze der Bundeswehr wurden insofern problematisiert, als Enzo Buchstab als Soldat in Afghanistan ein Kriegstrauma erlitt.
Wachsenden Leistungsdruck in der Gesellschaft versuchte die Serie ebenfalls widerzuspiegeln: Gabi Zenker litt 2010 an Schikanen ihrer profitorientierten Chefin, die sie schließlich von einem Privatdetektiv beschatten ließ, um Vorwände für eine Kündigung zu finden. Wachsende Zukunftsängste junger Menschen bezüglich ihrer Berufschancen drückten sich ebenfalls in Handlungssträngen aus: Lea Starck kämpfte um ihre Zulassung fürs Gymnasium. Tom Ziegler verlor das Stipendium für ein Sportgymnasium, nachdem bei einem Dopingtest sein Cannabiskonsum offenkundig wurde.
Geldprobleme wegen Arbeitslosigkeit kamen ebenfalls in den Drehbüchern vor: Mehrere Figuren suchten lange Zeit vergeblich nach Jobs, unter anderem Hans Beimer im Jahr 1993, dessen Frau sich sogar auf sexuelle Handlungen mit seinem ehemaligen Chef einließ, um die alte Arbeitsstelle zurückzuerlangen. Maria Stadlers Vater beging 2010 infolge des Konkurses seines Unternehmens Selbstmord. Jimi Stadler, der in diesem Unternehmen beschäftigt war, machte auf Grund seiner Arbeitslosigkeit eine Identitätskrise durch, die Familie durchlitt eine schwere finanzielle Krise. Dass selbst Personen, die einen festen Job haben, teils in wirtschaftliche Not mit hohen Schulden geraten, wurde anhand der Arzthelferin Andrea Neumann dargestellt, die in die Fänge dubioser Kreditgeber geriet, die sie schließlich bedrohten und immer weiter ausnutzten. Ähnlich erging es Ines Kling im Jahr 2004 und 2005, welche durch eine Mitgliedschaft bei einem Unternehmen für Kosmetik- und Wellnessartikel in große finanzielle Schwierigkeiten geriet. Auch Klaus Beimer musste sich 2013 aufgrund von Arbeitslosigkeit mit Arbeitslosengeld II finanziell über Wasser halten.
Weiterhin wurden diverse soziale Entwicklungen dargestellt, die mit dem Internet zusammenhängen, darunter auch Stalking-Probleme: Die jugendliche Irina Winicki geriet online in Bedrängnis durch einen Triebtäter. Lea Starck mailte Ende 2011 einem Unbekannten Nacktfotos von sich, die im Januar 2012 auf dem USB-Stick eines Mitarbeiters der christlich-konservativen Partei, deren Pressesprecher Klaus Beimer zu jener Zeit war, gemeinsam mit zahlreichen anderen Nacktfotos junger Mädchen auftauchten. 2014 wurde Lara Brooks Opfer von Cyber-Mobbing seitens ihrer Mitschülerinnen und Mitschüler.
In Anspielung auf Scientology trieb die Sekte „Society“ ab 2011 in der Lindenstraße ihr Unwesen und versuchte insbesondere auch Kinder an sich zu binden. Klaus Beimer hatte mit Hilfe seiner Familie über das Internet nach seiner Tochter gesucht, die in den Händen dieser Sekte war. Ähnlich wie in der Realität Scientology wird in der Serie auch Society vom Bundesamt für Verfassungsschutz beobachtet.
Bereits 1995 wurden gesellschaftliche Themen wie aktive Sterbehilfe aufgegriffen: Enrico Pavarotti lag nach einem Unfall im Koma, bis seine Angehörigen die lebenserhaltenden Maschinen abschalteten. 1997 wurde geschildert, wie sich Amélie von der Marwitz mit ihrem unheilbar erkrankten Lebensgefährten für den gemeinsamen Suizid entschied, um einem längeren, qualvolleren Tod bzw. einem Lebensende als Witwe zu entgehen. 2011 wurde auch das Verbot der Leihmutterschaft thematisiert: Jaqueline „Jack“ Aichinger trug das Kind von Vasily und Sandra Sarikakis aus, weil Letztere nach ihrer Drogenvergangenheit keine Kinder mehr bekommen konnte. 2018 war Enzo Buchstab aufgrund einer akuten Lebenskrise kurz davor, sich das Leben zu nehmen. 2019 wurde thematisiert, wie der an einem unheilbaren Glioblastom leidende Dr. Ludwig Dressler seinem Leben ein Ende setzt.
Verstärkt thematisiert wurden ab 2011 Integrationsprobleme jugendlicher Migranten aus muslimischen Ländern, zunächst verkörpert anhand der Figur des jungen Türken Orkan. Orkan sah sich bei seiner Suche nach einem Ausbildungsplatz durch seine Herkunft diskriminiert. 2014 wurde bekannt, dass eine Moschee in der Lindenstraße gebaut werden soll. In diesem Zusammenhang wurden Vorbehalte der Bewohner gegenüber dem Islam zum Thema gemacht und die Aktivitäten einer rechtsgerichteten Jugendgruppe in den Handlungsstrang eingebunden.
Darüber hinaus wurde das Thema von extrem jungen bzw. alten Eltern dargestellt. 2010 brachte Caro Stadtler ihren Sohn Lukas („Luki“), dessen Vater Nico Zenker ist, zur Welt. 2013 wurden Anna und Hans Beimer erneut Eltern.
2016 versuchte der an Morbus Parkinson erkrankte Hans Beimer seine Leiden mit Cannabis zu lindern. Da er jedoch die Droge nicht verschrieben bekam und auch nicht selbst anbauen durfte, geriet er fast in die Beschaffungskriminalität, als er versuchte, sie auf dem Schwarzmarkt zu erwerben. Ebenfalls seit 2016 spiegelt sich in Gestalt der Figur der Sunny Zöllig, vorher Marek, auch Transgeschlechtlichkeit in der Serienhandlung wider.
2019 und 2020 wird durch Konstantin Landmann das Thema Hebephilie aufgegriffen, das in einem Suizidversuch mündet, als Konstantin fälschlicherweise verdächtigt wird, die vierzehnjährige Antonia Zenker sexuell belästigt zu haben.
Lindenstraßen-Schauspieler Harry Rowohlt hat das Aufgreifen gesellschaftlichen Geschehens in der Serie ironisch kommentiert: „Der wunderbare Hermes Phettberg hat einmal gesagt, er habe den Eindruck gewonnen, die Lindenstraßen-Drehbuchautoren bekämen nur dann ihr 13.Monatsgehalt, wenn sie übers Jahr genau 100 Probleme aufgegriffen haben. Und einmal hatten sie nur 99 Probleme. Dann ist ihnen eingefallen, man darf sich nicht mit Q-Tips (Wattestäbchen, Anm.) die Ohren reinigen, weil dann geht die Watte ab und man muss zum HNO-Arzt und verliebt sich in die Sprechstundenhilfe und stirbt dann im weiteren Verlauf daran, dass jemand einem eine Bratpfanne auf den Kopf haut.“

### Tagesaktuelle Bezüge
Die Produzenten der Lindenstraße drehten immer wieder auch kurz vor dem Ausstrahlungstermin Szenen mit aktuellem Inhalt nach, um einen gewissen zeitnahen Bezug zu erhalten. Dialoge zu fast tagesaktuellen Ereignissen wie Flugzeugabstürzen und Erdbeben oder politischen Geschehnissen wie Bundestagsbeschlüssen oder Revolutionen im Ausland sind in den meisten Folgen zu finden. Im Hintergrund sind oft Auszüge aus entsprechend aktuellen Radioberichten zu hören. So wurden zum Beispiel bei der Bundestagswahl 1998 vier Versionen über den Ausgang vorbereitet. Bei der Bundestagswahl 2005 wurde Bezug auf den Tod einer Direktkandidatin und die damit verbundene Nachwahl in Dresden genommen. In der Folge am Sonntag der Bundestagswahl 2009 war die erste Hochrechnung von 18:14 Uhr zu sehen und mit aktuellen Kommentaren und Bewertungen durch die Mitglieder der Wohngemeinschaft unterlegt. Die Folge wurde in den vorangehenden Tagesthemen extra dahingehend angekündigt, dass die folgende Lindenstraße erst kurz vor Ausstrahlung fertiggestellt wurde. Selbst die nach dem Ende der Produktion (Dezember 2019) am 8. März 2020 ausgestrahlte Folge 1755 wurde noch im Nachhinein mit dem Ton eines Tagesschau-Berichtes zur COVID-19-Pandemie versehen.
Die zeitnahe Einarbeitung bestimmter Ereignisse hatte jedoch auch Grenzen. So wurden die Terroranschläge in den USA am 11. September 2001, einem Dienstag, nicht in die darauf folgende Sonntagsfolge thematisch eingearbeitet.

## Beginn und Ende jeder Folge
Jeder Folgenvorspann zeigt, untermalt von der Titelmelodie, zunächst ein Panoramabild der Münchener Innenstadt mit der Frauenkirche und danach einen Schwenk in die Lindenstraße, der mit einer Kamerafahrt auf einen Hauseingang endet. Schließlich wird der jeweilige Folgentitel eingeblendet, der seit Episode 417 (Erstausstrahlung: 28. November 1993) im Allgemeinen noch in zwei anderen Sprachen ergänzt wird, wobei meistens eine davon in lateinischen Buchstaben, die andere in einer der jeweiligen Sprache entsprechenden Schrift, wiedergegeben wird.
Dieselbe Melodie taucht am Ende der meisten Folgen auf, verbunden mit einem sogenannten Cliffhanger: Nach einer inhaltsschweren Handlung – meist einer Äußerung einer Figur – erfolgt ein kurzer Zoom zur Nahaufnahme der Figur oder ihres entsetzt schauenden Szenenpartners, woraufhin die Abspannmusik einsetzt. Damit soll die Neugier auf die nächste Folge geweckt werden. Zudem fuhr regelmäßig ein Radfahrer während des Abspanns durch das Bild und klingelte einmal; später war es ein Rollerfahrer, der den Motor aufheulen ließ. Dieser Running Gag wurde aus Zeitgründen vorübergehend weggelassen, was bei den Fans in den sozialen Medien zu Protesten führte.
Der Cliffhanger wird jedoch in der nächsten Folge selten unmittelbar aufgegriffen, da sie eine Woche später spielt, sondern es ergibt sich erst im Laufe der Folge, wie sich eine bestimmte Situation aufgelöst hat. Es wird zudem während des musikalischen Abspanns jeweils ein Geräusch, ein Satz aus dem Drehbuch oder ein Musikstück kurz eingespielt, das aus der jeweiligen Folge entnommen ist und einen der Handlungsstränge widerspiegelt.
Nur sehr wenige Folgen enden ohne Cliffhanger, meist im Zusammenhang mit dem Filmtod einer Lindenstraßen-Figur. Traditionell ebenfalls ohne Cliffhanger, wohl aber mit musikalischem Abspann kommt die Silvesterausgabe der Lindenstraße aus, weil sich zum Jahreswechsel alle Bewohner auf der Straße treffen und Walzer tanzen. Wenn ein Mitglied des Lindenstraßen-Ensembles gestorben ist, endet die nächste Folge anstelle mit dem üblichen musikalischen Abspann damit, dass des verstorbenen Ensemblemitgliedes mit einem Foto und den Lebensdaten gedacht wird.

## Filmbauten

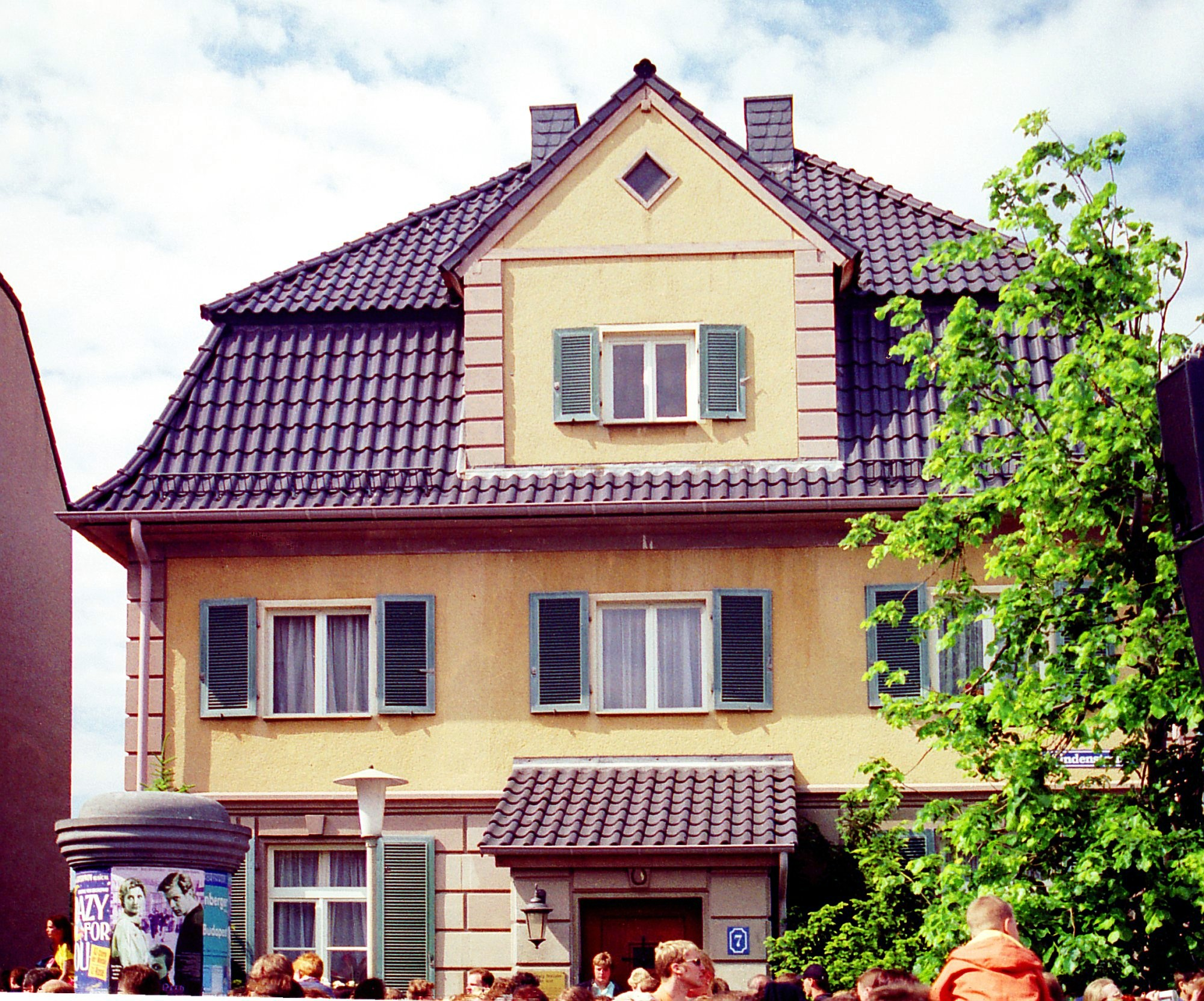
Lindenstraße 7 („Villa Dressler“)

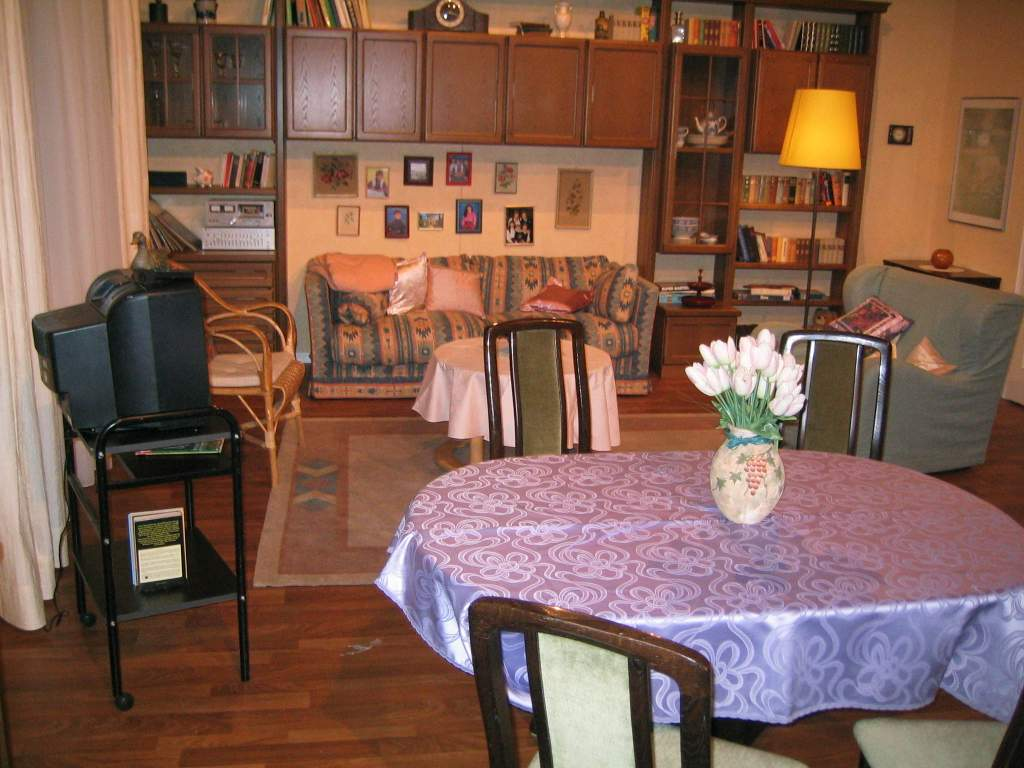
Kulisse des Wohnzimmers der Familie Beimer

Die Handlung spielte in München, gedreht wurde in Köln-Bocklemünd. Auf dem dortigen WDR-Studiogelände (50° 58′ 22″ N, 6° 51′ 14″ O) wurde nahezu die gesamte Außenkulisse als Fassadenattrappe auf 150 Meter aufgebaut; im Bereich des Hinterhofs von Haus Nr. 3 fanden außerdem der in der Serie oft gezeigte kleine Park mit Kinderspielplatz sowie der Friedhof für die verstorbenen Straßenbewohner Platz (wobei letzterer mittlerweile zu klein wurde; inzwischen wurden Friedhofsszenen auch auf einem echten Friedhof gedreht).
Der Großteil der Kulissen waren nachgebildete Stadthäuserfassaden ohne jedes Innenleben. Die Cafés Bayer und George, der Bioladen 1 A Bio, die App-Firma Tischlein-Klick-Dich! und der Friseursalon wurden wegen großer Fensterflächen und leichter Einsehbarkeit bespielbar ausgestattet. Die übrigen Innendrehs erfolgten in zwei geschlossenen Studios, in denen sämtliche Wohnungseinrichtungen einschließlich des Treppenhauses mittels verschiebbarer Wände nachgestellt wurden. So gelangte man etwa von Beimer/Schillers Küche aus direkt ins Badezimmer von Zenkers, das Treppenhaus aus Haus Nr. 3 versteckte sich hinter dem Vorhang der Bühne des griechischen Restaurants Akropolis. Auch waren die einzelnen Wohnungen nicht bauplanmäßig konzipiert. Tragende Wände schien es nicht zu geben. Oft zeigten Fenster direkt auf „Nachbargebäude“.
Die Außenkulisse der Häuserzeile Café Bayer war in den ersten Jahren der Serie nicht vorhanden. Da das Drehgelände an der Bundesautobahn 1 liegt und der Geräuschpegel bei Außendrehs sehr hoch war, entschloss man sich, eine Lärmschutzmauer zu errichten, und entwarf gleich die Kastanienstraße dazu. Relikt dieser Zeit ist auch der zeitweise rege Verkehr im Teil der Kastanienstraße vor dem Reisebüro, obwohl die Straße dort nach wenigen Metern an einem großen Tor endet.
Schauplätze
Akropolis (Lindenstraße 2, EG)

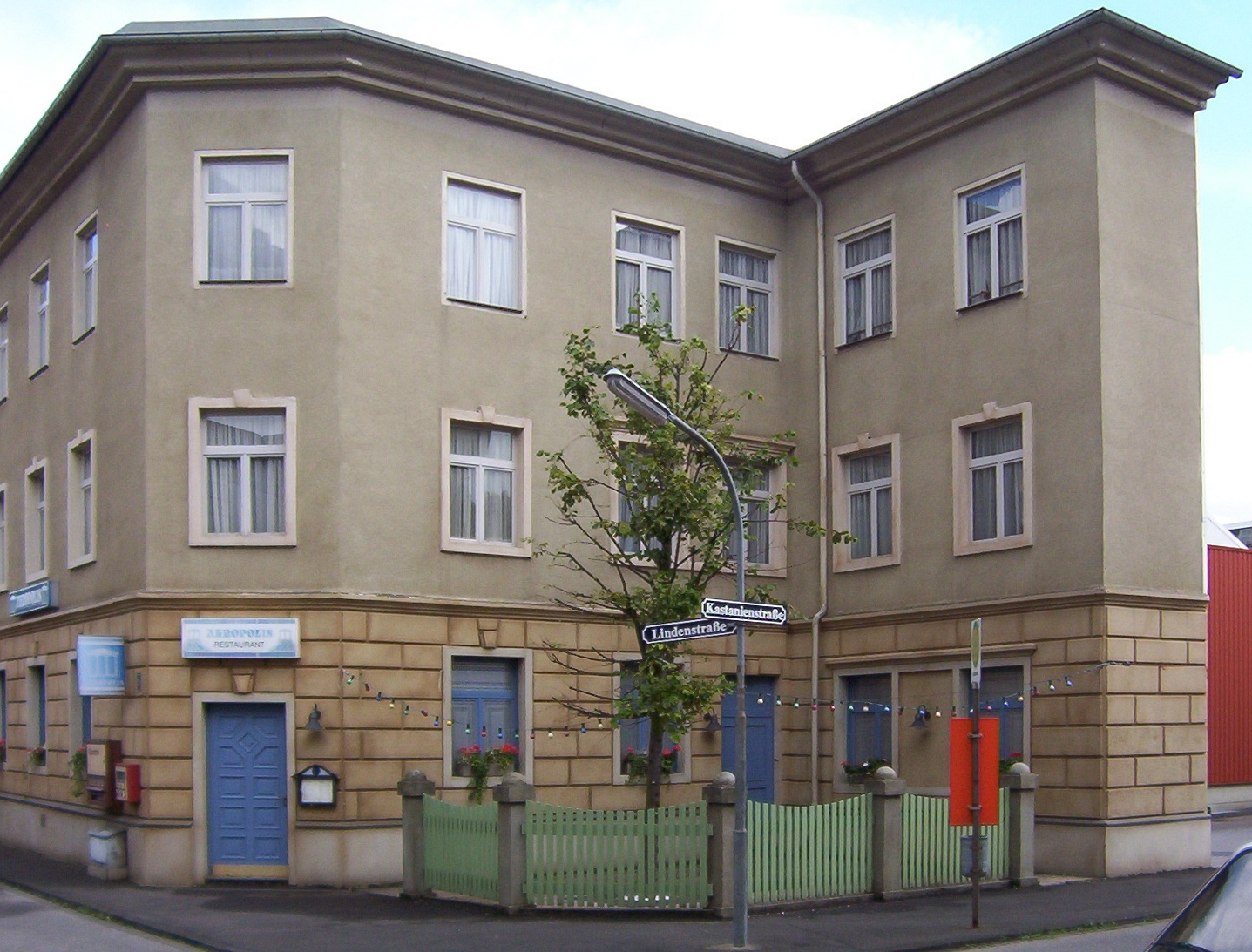
Kulisse des Restaurants Akropolis Ecke Lindenstraße / Kastanienstraße

Das Akropolis wurde seit Anfang der Serie von der Familie Sarikakis geleitet. Zunächst war Vater Panaiotis Sarikakis Chef des Restaurants. Seit dieser 1996 die Lindenstraße verlassen hatte, führte sein Sohn Vasily die Gaststätte weiter und wurde dabei von Mutter Elena unterstützt. Das Akropolis wurde am 31. Januar 2013 nach dem Ausbruch des EHEC-Erregers vom Gesundheitsamt kurzzeitig geschlossen. Der Feldsalat des Lokals war Ursache für die Infektionserkrankung mehrerer Gäste und Josi Stadler starb daran am 10. Februar 2013.
Nach dem Auftauchen eines Waschbären auf der Damentoilette des Lokals am 17. Februar 2019, wodurch die Gäste gingen, und anschließenden negativen Kommentaren zur Hygiene des Lokals in sozialen Netzwerken erschienen, schloss Vasily Sarikakis das Restaurant für zwei Wochen. Zwischenzeitlich stieg Sunny Zöllig zur Verhinderung einer Pleite des Restaurants als neue Teilhaberin mit ein und brachte seither neue Ideen ein.
Arztpraxis Dr. Brooks in Villa Aichinger/ehemals Dressler (Lindenstraße 7, EG)
Die Arztpraxis im Haus Nr. 7 (Villa Aichinger, vormals Dressler) hatte in den vielen Jahren einige Inhaber. Am Anfang der Serie war Dr. Ludwig Dressler noch der Arzt in der Straße. Vertretungsweise praktizierte Dr. Manfred Pauli dort, bis Dressler die Praxis Dr. Eva-Maria Sperling vermietete. Einige Zeit später übernahm Dressler wieder selbst die Praxis, bis er sie wiederum an Dr. Ahmet Dağdelen vermietete. In dieser Zeit arbeitete Dresslers Ziehsohn Carsten Flöter als Arzt im Praktikum dort mit. Später übernahm Dr. Carsten Flöter selbst für mehrere Jahre die Praxis. Aus gesundheitlichen Gründen musste Flöter aber die Praxis aufgeben und wurde kurze Zeit vertreten durch Dr. Birthe Tenge-Wegemann. Anschließend wurde sie von Dr. Ernesto Stadler übernommen. Ende September 2012 wurde die Praxis von Dr. Iris Brooks übernommen. Arzthelferinnen waren zuletzt Lisa Dağdelen und Andrea Neumann. Früher arbeiteten Elisabeth Flöter (später Dressler), Berta Griese, Corinna Marx, Nora Horowitz und Hannelore Siekmann in dieser Position.
Café Bayer (Kastanienstraße 26, EG)
Das Café Bayer befindet sich zwischen dem Reisebüro und dem Bioladen auf der Kastanienstraße. Zuletzt arbeitete Gabi Zenker dort, die ab den 1990er Jahren dort als Filialleiterin beschäftigt war, sowie eine weitere, dem Zuschauer unbekannte Person. Von 1999 bis 2011 wurde sie von Ines Krämer unterstützt (vertretungsweise durch Sabrina Buchstab), ab 2018 verstärkte Neyla Beimer das Team des Cafés.
Café George (Ulrike-Böss-Straße)
Das Café George wird seit seiner Eröffnung von Marcella Varese geführt. Ehemalige Mitarbeiterin war Lea Starck. Zuletzt arbeiteten dort neben Marcella unbekannte Kräfte. Es befindet sich auf der Ulrike-Böss-Straße neben dem Friseursalon. Der Name wurde dem ehemaligen Lindenstraßen-Regisseur George Moorse gewidmet, der Ende Juli 1999 starb. Vorher befand sich darin das Café Moorse, das Marcellas Vater Paolo betrieb und später Marcella übergab.
Der Friseur (Ulrike-Böss-Straße)
Der Friseursalon wurde zuletzt von Tanja Schildknecht und Peter Lottmann geführt. Lea Starck machte dort ihre Ausbildung. Er befindet sich auf der Ulrike-Böss-Straße neben dem Café George. Früher leiteten den Salon, der ursprünglich bis März 2001 in der Lindenstraße 4 zu Hause war, nacheinander Isolde Panowak (später Pavarotti), Beate Sarikakis und Urszula Winicki. Bianca Guther arbeitete dort von 1986 bis 1988, als mit Isolde Panowak, ihr und der Auszubildenden Beate Sarikakis noch alle Angestellten im Salon Raucherpausen einlegten. Tanja Schildknecht wurde dort ab Ende der 1990er von Urszula Winicki ausgebildet und Ute Weigel arbeitete dort von 1999 bis zur Kündigung durch Urszula Winicki am 3. Oktober 2004, woraufhin der Maskenbildner Peter („Lotti“) Lottmann ihren Job übernahm.
Die Werkstatt (Kastanienstraße)
Die Autowerkstatt wurde Ende 2011 von Enzo Buchstab eröffnet; Jack Aichinger begann kurz darauf dort ihre Lehre. Timo Zenker führte die Werkstatt ab Juni 2016 bis zu seiner Verhaftung am 4. November 2018. Diese erfolgte wegen Stalkings und Bedrohung seiner Mitarbeiterin Jack Aichinger mit einem Messer. Daraufhin übernahm Jack Aichinger selbst die Leitung. Früher arbeiteten auch Orkan Kurtoğlu (2012) und Chantal Löhmer (ca. 2013/2014) dort.
EMS-Studio „RapidBody“ (Kastanienstraße 28 EG)
Nico Zenker eröffnete 2018 das EMS-Studio als Teil der Kette „RapidBody“.
Zuvor diente das Ladenlokal als Büro für das App-Start-up Tischlein-Klick-Dich!, welches Marek Zöllig im Juni 2016 zusammen mit Alex Behrend und Philipp Sperling startete. Das Start-up wurde auf Betreiben von Angelina Dressler verkauft. Die Büroräume stellte Alex nach der Schließung seines Reisebüros Träwel und Iwends zur Verfügung, das er zusammen mit Josi Stadler im August 2010 eröffnet hatte. Nach deren Tod im Februar 2013 führte er das Reisebüro allein, wobei Erich Schiller ab und zu einsprang. Zuvor hieß das Reisebüro Ehrlich Reisen und wurde bis zur Insolvenz von Erich Schiller und Helga Beimer geleitet. Nach dem Tod von Erich Schiller am 6. Dezember 2015 schloss Alex das Reisebüro im März 2016 endgültig.
Tischlein-Klick-Dich!-Kochschule (Kastanienstraße 26, EG)
Die Kochschule vom Tischlein wurde Ende 2017 eröffnet. Murat Dağdelen, der bis dahin den Bioladen 1A Bio an dieser Stelle betrieben hat, und den er aufgrund von Finanzproblemen aufgeben musste, wird Geschäftsführer. Inhaber der Räumlichkeiten ist nun die Firma Tischlein-Klick-Dich!. Murat Dağdelen betrieb zuletzt in den Räumen der Kochschule eine Shisha-Bar.
Der Bioladen wurde Anfang 2013 eröffnet und wurde aus den beiden ehemaligen Ladenlokalen Alimentari und Kakao zusammengeschlossen.

Das italienische Feinkostgeschäft Alimentari wurde 2006 von Sabrina Buchstab eröffnet. Nach ihrem Tod im März 2012 stand das Geschäft eine Weile leer, bis Helga Beimer es im Juli 2012 wieder eröffnete und ab August 2012 gemeinsam mit Sabrinas Witwer Hajo Scholz leitete. Das Alimentari wurde Ende 2012 endgültig geschlossen, nachdem Hajo Scholz zu Gunsten von Murats und Lisas Geschäftsidee, in den Räumlichkeiten einen Bioladen zu eröffnen, den Mietvertrag kündigte.

In diesen Räumlichkeiten befanden sich früher der Drahtesel, der Fahrradladen von Iffi Zenker, später für kurze Zeit das Reisebüro „Erich Reisen“ von Erich Schiller und Marlene Schmitt, das wegen ihrer Festnahme nach dem Diebstahl von Helgas Kundendatei 2001 schließen musste, sowie danach das Geschäft Humanitas, ein Trödelladen, der von Oskar Krämer und nach dessen Suizid im Juli 2005 von Rosi Koch bis 2006 betrieben wurde, die 2007 starb.
Das Pralinengeschäft Kakao wurde bis zur Eröffnung von 1 A Bio von dessen Inhaber Murat Dağdelen geführt, eröffnet wurde es Anfang 2010 von Steffi Kunz.

Zuerst befand sich ab 1990 in den Räumlichkeiten bis 1998 der Blumenladen von Claudia Rantzow aus Sachsen, in dem der spastisch gelähmte Rollstuhlfahrer Christoph Bogner bis 1993 mitarbeitete. Nach ihrem Unfalltod 1995 führte ihr Witwer Olaf Kling den Blumenladen weiter. Danach machte Olaf Kling daraus eine Schuhmacherwerkstatt, später eine bayerische Imbissstube mit dem Angestellten Murat Dağdelen. Dieser übernahm nach Klings Abgang 2008 den Laden und eröffnete dort zunächst einen Hemdenladen als Franchise-Filiale eines Verwandten und später einen eigenständigen türkischen Imbiss. Daraus wurde 2010 der Pralinenladen Kakao von Steffi Kunz, bei der Anna Ziegler mithalf. Diese übernahm die Pralinenherstellung nach Steffi Kunz’ baldigem Abgang im September 2010 ins Zeugenschutzprogramm, da Unterweltboss „Attila“ aus dem Laden ständig Geld erpresst hatte und sie bedrohte, als sie die Geldwäsche-Zahlungen einstellen wollte, nachdem Anna und Sarah Ziegler diese aufgedeckt hatten.
Wohnung Aichinger (Lindenstraße 3, EG links)
In dieser Wohnung wohnte bis kurz vor Ende der Serie Jack Aichinger mit Tochter Emma und Sohn Elias. (Ehemalige (Mit-)Bewohner: Sarah Ziegler, Ben Hofer, Roma-Familie Baraj, Dr. Ernesto Stadler, Ines Krämer, Olli Klatt, Franz Wittich, Else, Egon und Olaf Kling, Pia Lorenz). In der letzten Folge zogen mit Rachel Goldberg und Ron Liebermann neue Mieter ein.
Wohnung Varese (Lindenstraße 3, EG rechts)
In dieser Wohnung wohnte zuletzt Marcella Varese. (Ehemalige Bewohner: Tanja und Simon Schildknecht, Steffi Kunz, Nastya und Mila Pashenko, Enzo Buchstab, Isolde Pavarotti, Bruno Skabowski, Fausto Rossini, Enrico Pavarotti, Berta und Manoel Griese, Robert Engel, Philomena und Joschi Bennarsch)
WG Beimer-Zenker (Lindenstraße 3, 1. OG links)
In dieser Wohnung wohnten zuletzt Helga Beimer mit Andy und Gabi Zenker. (Ehemalige (Mit-)Bewohner: Roland Landmann, Lea Starck, Erich Schiller, Hajo Scholz, Nastya Niemeyer, Klaus Beimer, Maja Starck, Marion Beimer, Franz Wittich, Hilde Scholz, Olli Klatt, Pat Wolfson, Betty Schiller, Mary Sarikakis, Dominique Mourrait, Hans Beimer, Benny Beimer)
Wohnung Zöllig-Schildknecht (Lindenstraße 3, 1. OG rechts)
In dieser Wohnung lebten zuletzt Sunny Zöllig mit Tanja und Simon Schildknecht. (Ehemalige (Mit-)Bewohner: Nina Zöllig, Enzo Buchstab, Hajo, Sabrina und Hilde Scholz, Angelina Buchstab, Gottlieb, Berta und Manoel Griese, Robert Engel, Henny, Tanja und Meike Schildknecht)
Wohnung Beimer-Ziegler (Lindenstraße 3, 2. OG links)
In dieser Wohnung wohnte zuletzt Anna Ziegler mit ihren Söhnen Martin und Emil. (Ehemalige (Mit-)Bewohner: Hans Beimer, Sarah Ziegler, Gung Pham Kien, Hilde Scholz, Emilie Krüger, Rosi Koch, Urszula, Irina und Wanda Winicki, Gabi Zenker, Elisabeth Birkhahn, Mary und Nikos Sarikakis, Hubert Koch, David Motibe, Jaruslav Winicki, Andy, Jo, Valerie und Iffi Zenker, Carsten Flöter, Zorro Pichelsteiner, Beate Flöter, Robert Engel, Gert Weinbauer)
Wohnung Beimer (Lindenstraße 3, 2. OG rechts)
In dieser Wohnung wohnten zuletzt Klaus und Neyla Beimer mit Klaus’ Tochter Mila. (Ehemalige (Mit-)Bewohner: Philipp und Momo Sperling, Antonia und Iffi Beimer, Nico Zenker, Tanja und Simon Schildknecht, Suzanne Richter, Caroline und Lukas Stadler, Jan Günzel, Andy, Gabi, Valerie, Max, Jo und Timo Zenker, Lisa Hoffmeister, Gung Pham Kien, Rosi und Hubert Koch, Wanda, Jaruslav und Urszula Winicki, Benno Zimmermann, Anna Ziegler, Chris Barnsteg, Phil Seegers, Wolf Drewitz)
Wohnung Behrend-Brooks (Lindenstraße 3, 3. OG links)
In dieser Wohnung wohnten zuletzt Dr. Iris Brooks und Alex Behrend mit Jamal Bakkoush und William Brooks. (Ehemalige (Mit-)Bewohner: Lara Brooks, Maria, Adi, Jimi, Josi, Caro und Lukas Stadler, Urszula und Irina Winicki, Christian Brenner, Bruno Büring, Professor McLeod, Tanja Schildknecht, Franziska Brenner, Beate Flöter, Suzanne Richter, Klaus Beimer, Kurt, Eva-Maria, Philipp und Momo Sperling, Daniela Schmitz, Canan Dağdelen, Franz und Vera Schildknecht, Celin Kern, Henny und Meike Schildknecht)
Wohnung Dağdelen (Lindenstraße 3, 3. OG rechts)
In dieser Wohnung wohnten zuletzt Murat und Lisa mit Paul und Deniz Dağdelen. (Ehemalige (Mit-)Bewohner: Orkan Kurtoğlu, Gabi Zenker, Bruno Skabowski, Ines und Olaf Kling, David Krämer, Ingo Reitmaier, Dr. Ahmet und Canan Dağdelen, Mary Kling, Dieter Rantzow, Egon Kling, Claudia Rantzow, Hajo Scholz, Rosi und Hubert Koch, Chris Barnsteg, Lydia und Berta Nolte)
WG Starck-Landmann (Lindenstraße 3, 4. OG links)
In dieser Wohnung wohnten zuletzt Lea Starck und Konstantin Landmann. (Ehemalige (Mit-)Bewohner: Roland Landmann, Nico, Andy und Gabi, Iffi und Timo Zenker, Peter Lottmann, Mary und Nikos Sarikakis, Momo Sperling, Mohammed Al Naim Al Qadi, Paolo, Giovanna und Marcella Varese, Urszula und Irina Winicki, Carsten Flöter, Franz Wittich, David Motibe, Olli Klatt, Egon Kling, Schmuggler Dimitri, Bianca Guther und Stefan Nossek)
Wohnung Flöter (Lindenstraße 3, 4. OG rechts)
In dieser Wohnung wohnte zuletzt Dr. Carsten Flöter. (Ehemalige (Mit-)Bewohner: Georg Eschweiler, Zorro Pichelsteiner, Felix Flöter, Theo Klages, Beate Flöter, Amélie und Julia von der Marwitz, Ernst-Hugo von Salen-Priesnitz, Robert Engel, Beate und Vasily Sarikakis, Elfie und Sigi Kronmayr)
Villa Dressler (Lindenstraße 7, über der Arztpraxis)
In der Villa wohnte zuletzt Gung Pham Kien. (Ehemalige (Mit-)Bewohner: Dr. Ludwig Dressler, Elisabeth Dressler, Tanja Schildknecht-Dressler, Frank Dressler, Hannelore Siekmann, Jack Aichinger, Hajo Scholz). Im März 2020 zog Jack Aichinger, die das Haus geerbt hatte, mit ihren Kindern Emma und Elias ein.
Wohnung Sarikakis (Lindenstraße 2, über dem Akropolis)
In dieser Wohnung wohnte zuletzt Vasily Sarikarkis, zeitweise mit Tochter Emma. (Ehemalige (Mit-)Bewohner: Sandra Sarikakis, Chantal Löhmer, Mary und Nikos Sarikakis, Beate Sarikakis, Panaiotis und Elena Sarikakis)
Wohnung Dressler-Zenker (Kastanienstraße 26, 1. OG)
In dieser Wohnung wohnte zuletzt Angelina Dressler mit Nico Zenker. (Ehemalige (Mit-)Bewohner: Philipp Sperling, Alexander Behrend, Adi und Josi Stadler, Momo Sperling, Klaus Beimer, Marion und Nina Beimer, Nastya Pashenko, Rashid Daruwalla)
WG Kastanienstraße 26, 2. OG
In dieser Wohnung wohnten zuletzt nicht bekannte Bewohner. (Ehemalige Bewohner: Marcella Varese, Adi Stadler, Lea Starck, Alex Behrend, Sarah Ziegler, Lara Brooks, Anna Ziegler, Jack Aichinger, Orkan Kurtoğlu, Hans Beimer, Tom, Sophie und Martin Ziegler, Kathi Müller, Mary Dankor)
WG Zenker-Zöllig (Kastanienstraße 26, 3. OG)
In dieser Wohnung lebten zuletzt Iffi Zenker mit Tochter Antonia und Roland Landmann sowie Nina Zöllig und Johannes Diestl mit ihrer Tochter Ida. (Ehemalige (Mit-)Bewohner: Moritz Sperling, Timo und Nico Zenker)

 Nach Produktionsschluss
Nach dem Ende der Dreharbeiten wurden zuerst die Innenkulissen abgebaut und wanderten in verschiedene Museen.
Zwei Jahre nach der Ausstrahlung der letzten Folge wurde bis Ende April 2022 auch die Außenkulisse abgerissen.

## Besonderheiten
- In Bottrop-Welheim gibt es eine Gungstraße.
- Die Lindenstraße ist nach Kein schöner Land von 1985 die zweite deutsche Fernsehserie, in der ein gleichgeschlechtlicher Kuss zu sehen war, und zwar im Jahr 1987. Nach Ausstrahlung einer weiteren Folge mit einer Kuss-Szene 1990 erhielten die beiden Schauspieler Martin Armknecht und Georg Uecker mehrere anonyme Morddrohungen. Dieser zweite Kuss zwischen Homosexuellen führte dazu, dass der BR die Folge nicht wiederholte, was ihm den Vorwurf der Zensur einbrachte.[12][13]
- Im Carlsen-Verlag erschien in Jahren 1992 bis 1995 die dreiteilige Comic-Reihe Das Geheimnis der Lindenstraße sowie zwei weitere, in sich abgeschlossene Comic-Geschichten, deren Handlungen aber keine Gemeinsamkeit mit der TV-Serie aufweisen. Die fünf Bände sind:
  - Dresslers letzte Fahrt ISBN 3-551-02051-5.
  - Gefallene Engel ISBN 3-551-02052-3.
  - Harte Drinks für Mutter Beimer ISBN 3-551-02053-1.
  - Die Kandidatin ISBN 3-551-02054-X.
  - K.O. nach Quote ISBN 3-551-02055-8.
- Am 14. Dezember 1991 entstand die Ausgabe Nr. 71 von Wetten, dass..? in Kiel. Hier war unter anderem Mutter-Beimer-Darstellerin Marie-Luise Marjan zu Gast. Wettkönige wurden zwei Mitglieder eines Husumer Fanclubs, die sieben von sieben ausgelosten Fünf-Sekunden-Sequenzen der jeweiligen Schlussszenen aller bis dahin entstandenen 314 Lindenstraßen-Episoden erkannten.[14]
- In der Folge 471 (1994) treten die Tatort-Kommissare Leitmayr (Udo Wachtveitl) und Batic (Miroslav Nemec) mit einer UNICEF-Spendendose in der Lindenstraße auf. Anlass war die 300. Folge des Tatorts. Zitat Amélie von der Marwitz: „Aber Sie gehören doch gar nicht in diese Straße. Sie sind doch die Kommissare Leitmayr und Batic.“
- In der Folge 500 (Das Jubiläum, 1995) will Else unbedingt die Jubiläumsfolge ihrer Lieblings-Serie sehen, wozu sie zunächst ihren Sohn Olaf einen VHS-Rekorder aufbauen lässt. Als dann der Fernseher streikt, stürmt sie am Ende der Folge die Wohnung Beimer/Schiller, um dort „ihre Serie“ zu schauen. Im TV der Wohnung sehen wir dann die Cliffhanger-Szene zwischen Beate und Vasily im „Akropolis“ und den Abspann der aktuellen Folge.
- Anna Nowak, welche in der Serie die Urszula Winicki verkörperte, zierte 1998 das Titelbild des deutschen Playboys, 2006 wurde auch Jacqueline Svilarov (Nina Zöllig) für dieses Magazin abgelichtet. Zuletzt wurde 2016 Cosima Viola (Jacqueline „Jack“ Aichinger) fotografiert.
- Irene Fischer (Anna Ziegler) ist mit einem der Regisseure, Dominikus Probst, verheiratet.
- Nach der Kampagne „Wählt Gung!“, in der die Figur Gung auf Plakaten als Kanzlerkandidat angepriesen wird, mussten bei der kurz darauffolgenden Bundestagswahl 1998 einige Stimmzettel als ungültig aussortiert werden, weil auf ihnen „Gung“ hinzugeschrieben und angekreuzt wurde.[15]
- Til Schweiger verließ nach seinem erfolgreichen Kinodebüt Manta Manta die Lindenstraße. Obgleich die von Schweiger verkörperte Figur Jo Zenker bereits 1992 aus der Serie verschwand, wird sie in Dialogen gelegentlich weiter derart erwähnt, dass „Jo in Hollywood“ sei. Das ist eine von den Drehbuchautoren eingefügte Anspielung auf Schweigers Filmkarriere nach seinem Ausstieg aus der Serie. Schweigers spätere Ehefrau Dana Carlsen spielte 1995 in den Folgen 489 und 490 die Rolle der Pat Wolfson.
- Die Schauspieler Julia Stark und Johannes Scheit spielten ihre Rollen Sarah Ziegler und Tom Ziegler, seit sie Babys waren. Scheit hatte seinen ersten Auftritt, als er sieben Monate alt war, und Stark wurde im Casting ausgewählt, als sie ein Jahr alt war. Moritz A. Sachs spielte die Rolle des Klaus Beimer, seit er sieben Jahre alt war und wuchs so gewissermaßen in der Lindenstraße auf. Auch Sontje Peplow (Lisa Dağdelen), Rebecca Siemoneit-Barum (Iphigenie „Iffi“ Zenker) und Anna Sophia Claus (Lea Starck) spielten ihre Rollen seit der Kindheit. Die Schauspieler Hermes Hodolides (Vasily Sarikakis), Sybille Waury (Tanja Schildknecht), Andrea Spatzek (Gabriele Zenker) und Georg Uecker (Carsten Flöter) hatten ihre Rollen länger als ihr halbes Leben inne.
- Irene Fischer und Joachim Hermann Luger, die in ihren Rollen Eltern eines Kindes mit Down-Syndrom (Trisomie 21) sind, engagieren sich mittlerweile für Menschen mit dieser Behinderung. Das Kind wird seit seinem fünften Lebensmonat von Jan Dominik Grünig verkörpert, der mit Trisomie 21 zur Welt kam. Fischer und Luger nahmen an einer Posterkampagne des DS-Infocenters teil; Luger war Pate des zweiten Down-Sportlerfestivals, das am 8. Mai 2004 in Frankfurt am Main stattgefunden hat. Für den Umgang mit dem Thema Behinderung erhielt die Lindenstraße im Jahr 2001 den Lebenshilfe-Medienpreis „Bobby“.
- Die von Harry Rowohlt verkörperte Rolle des Hartmut Rennep hat einen versteckten Gag: Der Nachname Rennep ergibt rückwärts gelesen das Wort „Penner“ – die Figur ist ein umgangssprachlich so bezeichneter Obdachloser.
- Der Regisseur und Aktionskünstler Christoph Schlingensief war von 1986 bis 1987 Aufnahmeleiter.
- Als einzige der seinerzeit aktiven Schauspieler schrieb Irene Fischer (Anna Ziegler) auch Drehbücher für die Lindenstraße.
- Im Gedenken an den ehemaligen Regisseur George Moorse wurde das Eiscafé in der Serie erst „Café Moorse“ und ab Mitte 2009 „Café George“ genannt.
- Die Serie ist nach der real existierenden Lindenstraße im oberschwäbischen Ummendorf (bei Biberach) benannt. Drehbuchautorin Barbara Piazza hat gemeinsam mit Hans W. Geißendörfer das Serien- und Figurenkonzept zur Lindenstraße geschrieben und wohnte selbst mehrere Jahre in der Lindenstraße.[16]
- Wenn ein Lindenstraßen-Bewohner eine Internetseite einrichtet, dann existiert diese stets auch in der Realität. Die von Hajo Scholz und Andy Zenker ins Leben gerufene Seite zum „Stromwechsel“ war auch nach Jahren noch erreichbar, ebenso das Weblog von Andy und Gabi Zenker, eingerichtet anlässlich eines längeren Italien-Aufenthalts.
- Im Film Entführung aus der Lindenstraße aus dem Jahr 1995 wirken viele Lindenstraßen-Schauspieler mit. Die Rollen wurden jedoch bis auf Helga Beimer auf andere Persönlichkeiten übertragen. Eine Hauptrolle spielt Herbert Feuerstein als Detlef Hase.
- Die Folge 1000 Herzlichen Glückwunsch vom 30. Januar 2005 erstreckte sich, statt der üblichen 30 Minuten, über 45 Minuten.
- Die Stimme, die Else Kling kurz vor ihrem Tod in Folge 1069 vernahm, gehörte dem Serienerfinder Hans W. Geißendörfer. Die Rollenfigur wurde also im wahrsten Sinne des Wortes von ihrem Schöpfer zu sich gerufen.
- Im Zuge der Fußball-Weltmeisterschaft 2010 wurde am 27. Juni 2010 die Folge 1282 nicht an dem vorgesehenen Sendeplatz ausgestrahlt. Die Erstausstrahlung dieser Folge erfolgte am selben Tag kurz vor Mitternacht auf dem Sender Einsfestival; auf diesem Sendeplatz erfolgt normalerweise eine erste Wiederholung. Das Erste sendete die Folge am darauffolgenden Montag um 5:00 Uhr. Nach Zuschauer-Kritik wurde die Folge am 4. Juli 2010 direkt vor der aktuellen Folge 1283 wiederholt.[17][18]
- Am 8. Dezember 2010 feierte die Serie ihr 25-jähriges Bestehen. In der darauf folgenden Jubiläums-Ausgabe Nr. 1306, die am 12. Dezember 2010 ausgestrahlt wurde, trat Geißendörfer persönlich vor der Kamera auf, um als Hochzeitsredner die Figuren Iffi und Klaus zu trauen. Diese Folge dauerte zudem zehn Minuten länger als gewöhnlich.
- Anlässlich des 25-jährigen Jubiläums wurde die Sonderfolge Was war, was ist, was wäre, wenn … auf DVD in Zusammenarbeit mit der TV-Zeitschrift Hörzu produziert, die als Heftbeilage veröffentlicht wurde. Neben der eigentlichen Folge enthält die DVD ein Making-of sowie ein 24-minütiges Interview mit Hans W. Geißendörfer.
- Wegen der im Ersten übertragenen Olympischen Spiele 2012 in London wurden am 29. Juli und am 12. August keine Lindenstraße-Folgen gesendet; zwischen den Folgen 1390, 1391 und 1392 lagen jeweils zwei Wochen. Dies war das erste Mal seit dem Serienbeginn im Dezember 1985, dass Sendetermine ersatzlos ausfielen. Eine Verschiebung sei laut ARD nicht möglich gewesen. Für das Jahr 2013 ergaben sich weitere Ausfälle am 4. August und am 29. Dezember. Aufgrund der Olympischen Winterspiele 2014 in Sotschi wurden die Sendungen vom 16. und 23. Februar erst gegen Mitternacht ausgestrahlt. Wegen der Übertragung der Tour de France 2015 entfiel am 26. Juli 2015 – nur kurzfristig angekündigt – die reguläre Folge im Ersten; die Erstausstrahlung erfolgte spätabends auf Einsfestival, wiederum auf dem Wiederholungs-Sendeplatz. Zum nächsten sportlich bedingten Ausfall der Serie änderte die ARD allerdings das Konzept: Die wegen Live-Übertragungen von der Handball-EM am 24. und 31. Januar 2016 von ihrem angestammten Sendeplatz verdrängten Folgen 1565 und 1566 waren zum einen schon zwei Tage vorab im Internet abrufbar, zum anderen liefen sie zur gewohnten Zeit um 18:50 Uhr auf Einsfestival. Zusätzlich wurden beide Folgen am Nachmittag des regulären Sendetags von Folge 1567 im Hauptprogramm wiederholt.
- Zum 30. Jahrestag der Serie wurde am 6. Dezember 2015 die Jubiläumsfolge live produziert und ausgestrahlt.
- Der Schauspieler Aaron Rufer ist in der real existierenden Lindenstraße in München aufgewachsen.[19]
- Nach dem 9. Juli 2017 (Folge 1637; Eins, zwei, cha cha cha) machte die Serie bis zum 20. August 2017 (Folge 1638; Engelchen flieg) erstmals eine Sommerpause. Der Sender gab an, diese Zeit zur Produktion „einer ganz außergewöhnlichen Folge“ nutzen zu wollen.[20]
- Dr. Dresslers Suizid wurde auf den Tag genau 34 Jahre nach der Erstausstrahlung der Folge 1 (seinem ersten Auftritt, am Krankenbett von Klaus Beimer) am 8. Dezember 2019 gesendet.
- In der letzten Folge (1758) wurde der 80. Geburtstag von Helga Beimer im Akropolis gefeiert. Als Gäste erschienen dabei praktisch alle Figuren des aktuellen Ensembles. Im Abspann wurden Bilder von der Lindenstraße mit denen eines Drohnenflugs über München zusammengeschnitten, so dass die Straße sich in die Kulisse der Stadt einfügte. Drehort war die Kaulbachstraße in München-Schwabing.
- Seit Dezember 2023 standen 35 weihnachtliche Episoden als Weihnachts-Special auf ARD Plus digital zur Verfügung.

## Crossover
Es bestehen zwei Crossover-Episoden zur SWR-Seifenoper Die Fallers – Eine Schwarzwaldfamilie. So reist Else Kling in Folge 630 der Lindenstraße Süßer die Glocken … in den Schwarzwald und verbringt auf dem Fallerhof in Folge 130 Besuch aus der Lindenstraße ihren Urlaub. In Lindenstraße-Folge 632 Verschnupft reist auch Helga Beimer zu den Fallers und tritt dort in Folge 131 Helga Beimers Schwarzwaldtour auf. Die beiden zusammengehörenden Folgen wurden bei ihrer Erstausstrahlung jeweils am selben Abend gezeigt. Somit sind Lindenstraße und Die Fallers im selben Serienuniversum angesiedelt. Die Fallers befinden sich im selben Universum wie Dahoam is Dahoam.
Zudem ist die Lindenstraßen-Hausärztin Iris Brooks in Folge 793 der Serie In aller Freundschaft (Aus den Augen aus dem Sinn? vom 28. November 2017) Patientin in der Sachsenklinik und Tochter Lara Brooks bei ihr zu Besuch, was in der Lindenstraßen-Folge 1653 Füreinander da sein vom 3. Dezember 2017 am Anfang und als Laras Alptraum thematisiert wird. Etwas später kam es am 15. und 22. April 2018 in den Lindenstraßen-Folgen 1670 und 1671 (Neyla und Klaus und Das Enkelkind) zum Gegenbesuch der Sachsenklinik-Verwaltungschefin Sarah Marquardt in der Lindenstraße, wo sie mit den ehemaligen Hausärzten Ludwig Dressler und Carsten Flöter zu tun hat. In aller Freundschaft hatte weiterhin verschiedene Crossover zu anderen ARD-Serien.
Insgesamt besteht das gemeinsame Serienuniversum aus Tierärztin Dr. Mertens, Heiter bis tödlich: Akte Ex, Schloss Einstein, Marienhof, Verbotene Liebe. Lindenstraße, Die Fallers, Dahoam is Dahoam, In aller Freundschaft und In aller Freundschaft – Die jungen Ärzte.

## Küche im Museum
Mutter Beimers Küche aus der Serie kommt gemeinsam mit einer Leuchtreklame des Restaurants „Akropolis“ ins Haus der Geschichte in Bonn und wird dort Museumsstück.
Die Küche von Else Kling und ihr geblümtes Hauskleid befinden sich in Speyer im Wilhelmsbau im Bereich des Technischen Museums. In der umfangreichen Ausstellung über mehrere Räume befinden sich auch viele Gegenstände und die aufgestapelten Drehbücher.

## Ausstellung in der Deutschen Kinemathek
Im Jahr 2019 widmete die Deutsche Kinemathek der ARD-Erfolgsserie die Sonderausstellung »Leben, Sterben, Hochzeit feiern – Die Lindenstraße«. Die Ausstellung beleuchtete die 34-jährige Geschichte der Serie. Besonderes Augenmerk lag auf den gesellschaftspolitischen Themen der Serie, wie dem Mauerfall, der deutschen Wiedervereinigung und dem Alltag in der deutschen Gesellschaft. Die Ausstellung zeigte Originalrequisiten, Drehbücher und Szenenbilder und bot den Besuchern interaktive Elemente, die einen tieferen Einblick in den Produktionsprozess und den kulturellen Einfluss der Serie ermöglichten. Darüber hinaus wurde die Serie in der Mediathek Fernsehen der Kinemathek dauerhaft zugänglich gemacht, so dass die Besucher wichtige Episoden und Momente der Lindenstraße nacherleben können.

## Auszeichnungen
- 1989 Bambi für die „realistische Darstellung des deutschen Alltagslebens“.
- 1998 Goldene Kamera in der Rubrik „erfolgreichste Serie im deutschen Fernsehen“.
- 2001 Adolf-Grimme-Preis mit Gold, in der Rubrik „Spezial“, an Hans W. Geißendörfer als Produzent der Serie.

## DVD-Veröffentlichungen
| Box | Folgen    | Veröffentlichung   | Anzahl der Discs |
| --- | --------- | ------------------ | ---------------- |
| 1   | 1–52      | 23. September 2005 | 11               |
| 2   | 53–104    | 10. März 2006      | 11               |
| 3   | 105–156   | 29. September 2006 | 10               |
| 4   | 157–208   | 23. März 2007      | 10               |
| 5   | 209–260   | 21. September 2007 | 10               |
| 6   | 261–312   | 14. März 2008      | 10               |
| 7   | 313–364   | 26. September 2008 | 10               |
| 8   | 365–416   | 27. März 2009      | 10               |
| 9   | 417–468   | 25. September 2009 | 10               |
| 10  | 469–520   | 26. März 2010      | 10               |
| 11  | 521–572   | 24. September 2010 | 10               |
| 12  | 573–624   | 26. November 2010  | 10               |
| 13  | 625–676   | 25. März 2011      | 10               |
| 14  | 677–728   | 24. Juni 2011      | 10               |
| 15  | 729–780   | 23. September 2011 | 10               |
| 16  | 781–832   | 25. November 2011  | 10               |
| 17  | 833–884   | 30. März 2012      | 10               |
| 18  | 885–936   | 29. Juni 2012      | 10               |
| 19  | 937–988   | 28. September 2012 | 10               |
| 20  | 989–1040  | 23. November 2012  | 10               |
| 21  | 1041–1092 | 22. März 2013      | 10               |
| 22  | 1093–1144 | 21. Juni 2013      | 10               |
| 23  | 1145–1196 | 27. September 2013 | 10               |
| 24  | 1197–1248 | 29. November 2013  | 10               |
| 25  | 1249–1300 | 28. März 2014      | 10               |
| 26  | 1301–1352 | 29. August 2014    | 10               |
| 27  | 1353–1404 | 28. November 2014  | 10               |
| 28  | 1405–1456 | 27. März 2015      | 10               |
| 29  | 1457–1508 | 25. September 2015 | 10               |
| 30  | 1509–1560 | 25. März 2016      | 10               |
| 31  | 1561–1612 | 26. Juni 2020      | 10               |
| 32  | 1613–1668 | 29. Oktober 2021   | 10               |
| 33  | 1669–1713 | 12. November 2021  | 10               |
| 34  | 1714–1758 | 3. Dezember 2021   | 10               |